# Albuca prolifera
Albuca prolifera là một loài thực vật có hoa trong họ Măng tây. Loài này được J.H.Wilson mô tả khoa học đầu tiên năm 1898.